# Chlorita tamaninii
Chlorita tamaninii är en insektsart som beskrevs av Wagner 1959. Chlorita tamaninii ingår i släktet Chlorita och familjen dvärgstritar. Inga underarter finns listade i Catalogue of Life.